# Sven Nilsson Morin
Sven Nilsson Morin, född 1747 i Gnosjö socken i Småland, död 6 december 1813 i Gnosjö församling, Jönköpings län, var en svensk målare och träsnidare. 

## Biografi
Sven Nilsson Morin var torparson och började som sockenskräddare. Han blev sedan lantbrukare. Han har skurit och målat predikstolar och altartavlor i småländska kyrkor, samt i Bosebo, som är flyttad till Kulturhistoriska museet i Lund. År 1772 utförde han en predikstol till Anderstorps kyrka. Samtidigt målade han kyrkan invändigt med bilder och tänkespråk. Som häradsmålare i Mo besökte han 1782 målarakademins principskola, där han året senare vann 3:e medalj. Han utförde många arbeten inom och utanför Småland. Han målade och sirade Varbergs kyrka, gjorde predikstol till Öreryds kyrka, takstol, predikstol mm till Bosebo gamla kyrka (i kulturhistoriska museet i Lund) samt altartavla till Unnaryd (ej fullbordad).
Till Torskinge kyrka tillverkade han en predikstol. Till Mossebo kyrka utförde han unika skulpturer och girlander, predikstolen är från 1782 och han svarade också för det mesta av målningarna i kyrkan. I Gnosjö kyrka finns en äldre altaruppsats och predikstol från 1700-talets slut bevarad. Till Gryteryds kyrka tillverkade han 1791 en predikstol. Till Mårdaklevs kyrka tillverkade han predikstolen 1804, samt inventarier till Kävsjö kyrka.
Det fanns på denna tid flera allmogeurmakare. Många av fodralen till urverken från urmakarna i Mo och Västbo härader har gjorts av träsnidaren och konstnären Sven Nilsson Morin eller av hans skola. Han har gjort fodralet till golvuret i Anderstorps kyrka. 